# X'smap〜虎とライオンと五人の男〜
『プレミアムステージ特別企画・X'smap〜虎とライオンと五人の男〜』（プレミアムステージとくべつきかく クリスマップとらとライオンとごにんのおとこ）は、フジテレビ系列で放送されたテレビドラマの特別番組。クリスマスである2004年12月25日 21:00 - 22:54（JST）に放送された。SMAPのメンバー5人が全員出演した。視聴率は11.2%｡

## ストーリー
孤児のレオと弟の虎之助の兄弟は、つれさられた妹（ハナ）をさがすため孤児院を抜け出し、無銭飲食・窃盗をかさねていた。騙される大人のことを「人間って、生きた分だけ馬鹿になる」と思っていた。
アジーとオットーの兄弟は、クリスマスイブの夜にセレブな画家（宇治）の絵画を盗もうとたくらんでいた。妹が画家の宇治家にいるということを知ったレオと虎之助は、アジーとオットーを囮にして、妹を救出することにした。
妹の救出劇のなかで、レオと虎之助は真実を知る。

## キャスト

### SMAP
- ジュンサ（警察官） - 中居正広
- アジー（オットーの兄、泥棒） - 木村拓哉
- ジュニア（セイントデパートメントストアの社長、富豪） - 稲垣吾郎
- マスター（カレー屋「アロイ」の店長、サンタの二代目） - 草彅剛
- オットー（アジーの弟、泥棒） - 香取慎吾

### その他
- レオ - 本郷奏多
- 虎之助 - 秦透哉
- ハナ - 橋本くるみ
- ひばり - 優香
- 謎の老人 - 寺尾聰
- 青年 - 唐沢寿明
- 紳士（アロイの場所を聞いた男） - タモリ
- 婦警アキコ - 松下奈緒
- 中年サンタ - 劇団ひとり
- 中年トナカイ1・2 - おぎやはぎ（矢作兼・小木博明）
- ジュニアの秘書 - 木村多江
- 役名不明 - 細山貴嶺
- 宇治卓 - 阿部寛
- 宇治の妻 - 西田尚美
- 神宮 - 阿部サダヲ
- お鈴 - 市川実日子
- キザな男 - 升毅
- 美しい女 - 小沢真珠
- マモルのママ - 松金よね子
- デパート店長 - ジェイ・ウエスト

## Another X'smap 遅れてきたプレゼント
ジュンサ（中居）、アキコ（松下奈緒）がいる交番で繰り広げられるサイドストーリー。
神宮（阿部サダヲ）、サングラスではなく眼帯をつけたタモリ、唐沢寿明が1人ずつ交番に尋ねてくる。

## スタッフ
- 企画・脚本：麻生哲朗

虎とライオンと五人の男
音楽：金橋豊彦、茂木英興、富永恵介
演出：中島哲也
遅れてきたプレゼント
音楽：栗コーダーカルテット
プロデューサー：河西正勝
演出：中島信也
オープニングメッセージ/ドキュメンタリー
企画：道面宜久
プロデューサー：白根淳子
演出：タカハタ秀太
- 広報：小中ももこ
- タイトル製作・CG：Production I.G
- 音楽：菅野よう子
- プロデュース：荒井昭博、和田行、谷口宏幸（東北新社）
- 制作協力：東北新社
- 企画協力：ジャニーズ事務所、ジェイ・ドリーム
- 制作著作：フジテレビ

## 主題歌
SMAP「Song of X'smap」
作詞は麻生哲朗、作曲は菅野よう子。
放映当時にはCD化の予定はなく、インターネットや携帯電話の着うた･着メロで配信限定曲として有料配信された。
その後、「友だちへ〜Say What You Will〜」のカップリング曲としてCD化。
エンディングテーマとして、同曲のバラードバージョンが放送されたが、そちらは配信もCD化もされなかったが、本作品のDVDに収録されている。

## DVD
- 『X'smap〜虎とライオンと五人の男〜』（ビクターエンタテインメントより2005年11月30日発売）
  - 放送内容に加え、特典映像（メイキング）を約69分収録している。特典映像はセルDVD・レンタルDVD両方とも収録している。